# Puccinia operta
Puccinia operta är en svampart som beskrevs av Mundk. & Thirum. 1946. Puccinia operta ingår i släktet Puccinia och familjen Pucciniaceae.   Inga underarter finns listade i Catalogue of Life.